# San Vincenzo Hierusalem
San Vincenzo Hierusalem era uma das quatro igrejas que ficavam à volta da Antiga Basílica de São Pedro, na Cidade do Vaticano. As outras eram Santa Maria della Febbre, Santa Maria in Turri e Sant'Apollinare ad Palmata. Todas foram demolidas para permitir a construção da nova basílica no início do século XVII, com exceção de Santa Maria della Febbre, que foi transformada em sacristia.

## História
Esta igreja foi mencionada no Catalogo di Cencio Camerario, uma lista das igrejas de Roma compilada por Cencio Savelli em 1192, com o nome de Sco. Vincentio XIIIº den. ("dos dezoito denários") e no Catalogo del Signorili (c. 1425) como Sci. Vincentii. Segundo Pietro Mallio, ficava entre a "nave do Sudário" e o Palácio Apostólico. Segundo Mariano Armellini, esta igreja tinha um mosteiro anexo do qual o abade foi enviado pelo papa Estêvão III (r. 768-772) a Astolfo, rei dos lombardos, para pedir-lhe que não invadisse o território dos romanos. O papa Leão III (r. 795-816) doou um cesto de prata de dois quilos a um mosteiro dito "Hierusalem": "Hierusalem, quod ponitur ad beatum Petrum apostolum, ed altri donativi vi fece Leone IV". Segundo Francesco Cancellieri, autor de "De secretariis basilicae vaticanae", que recolheu o testemunho de outros autores anteriores, esta igreja ficava ao sul da antiga basílica, ou seja, para a direita de onde a localizou Mallio.
É provável que San Vincenzo tenha sido demolida para permitir a construção da nova basílica, mas algumas fontes afirmam que ela teria sido demolida ainda em 1511.